# Bonyhád
Bonyhád (Duits: Bonnhard) is een stad en gemeente in het Hongaarse comitaat Tolna met 12.431 inwoners (2021). De stad ligt in het zuiden van Tolna, aan de voet van het Mecsekgebergte, en is het centrum van de landstreek Völgység.
Bonyhád verwierf aan het eind van de 19de eeuw naam als centrum van de rundveehouderij. Het is de bakermat van het roodbonte runderras magyartarka. Daarnaast bestaat er sinds 1909 een emailfabriek en heeft de stad sinds 1917 schoenenindustrie. In 1977 kreeg Bonyhád de status van stad. In 1782 had het van koning Jozef II al eens de status van marktstad gekregen, een titel die het later weer verloren was.
Bonyhád had sinds de 18de eeuw een veel Duitse inwoners. Deze Donau-Zwabische kolonisten waren grotendeels afkomstig uit Hessen. Zij moesten Hongarije na de Tweede Wereldoorlog verlaten. In hun plaats kwamen zo'n 300 Hongaarse gezinnen uit de Boekovina en uit Slowakije, de laatste in het kader van de Tsjechoslowaaks-Hongaarse bevolkingsruil. Van de relatief grote joodse gemeenschap van Bonyhád (in 1941 1159 van de 8333 inwoners) overleefden slechts weinigen de Holocaust. De bewoners van het getto van Bonyhád, waar ook de joden van Bátaszék zich hadden moeten vestigen, werden op 4 juli 1944 naar Auschwitz getransporteerd. De twee synagogen in het stadje, een neologe uit 1795 en een orthodoxe uit 1924, herinneren aan hun aanwezigheid.
Opvallende gebouwen in Bonyhád zijn het lutherse gymnasium, een ontwerp in secessiestijl van Ludwig Baumgarten, en de r.k. kerk van de Onbevlekte Ontvangenis (Szeplőtelen fogantatás templom), een door Franz Anton Pilgram ontworpen barokkerk, die in 1782 werd ingewijd. Naast een katholieke kerk heeft Bonyhád ook een gereformeerde kerk, een lutherse kerk en een baptistenkerk.

## Partnersteden
Bonyhád onderhoudt stedenbanden met Wernau (Duitsland, sinds 1989), Hochheim am Main (Duitsland, 1997), Tvrdošovce (Slowakije, 1998), Jastrowie (Polen, 2005), Pančevo (Servië, 2010), Treuchtlingen (Duitsland, 2011), Borsec (Roemenië, 2013) en Siculeni (Roemenië, 2016).

## Geboren
- Lily Ebert (1923-2024), schrijver en Holocaustoverlever